# Radicaal 151
Van de in totaal 214 Kangxi-radicalen heeft radicaal 151 de betekenis boon. Het is een van de twintig radicalen die bestaan uit zeven strepen.
In het Kangxi-woordenboek zijn er 68 karakters die dit radicaal gebruiken.

## Karakters met het radicaal 151

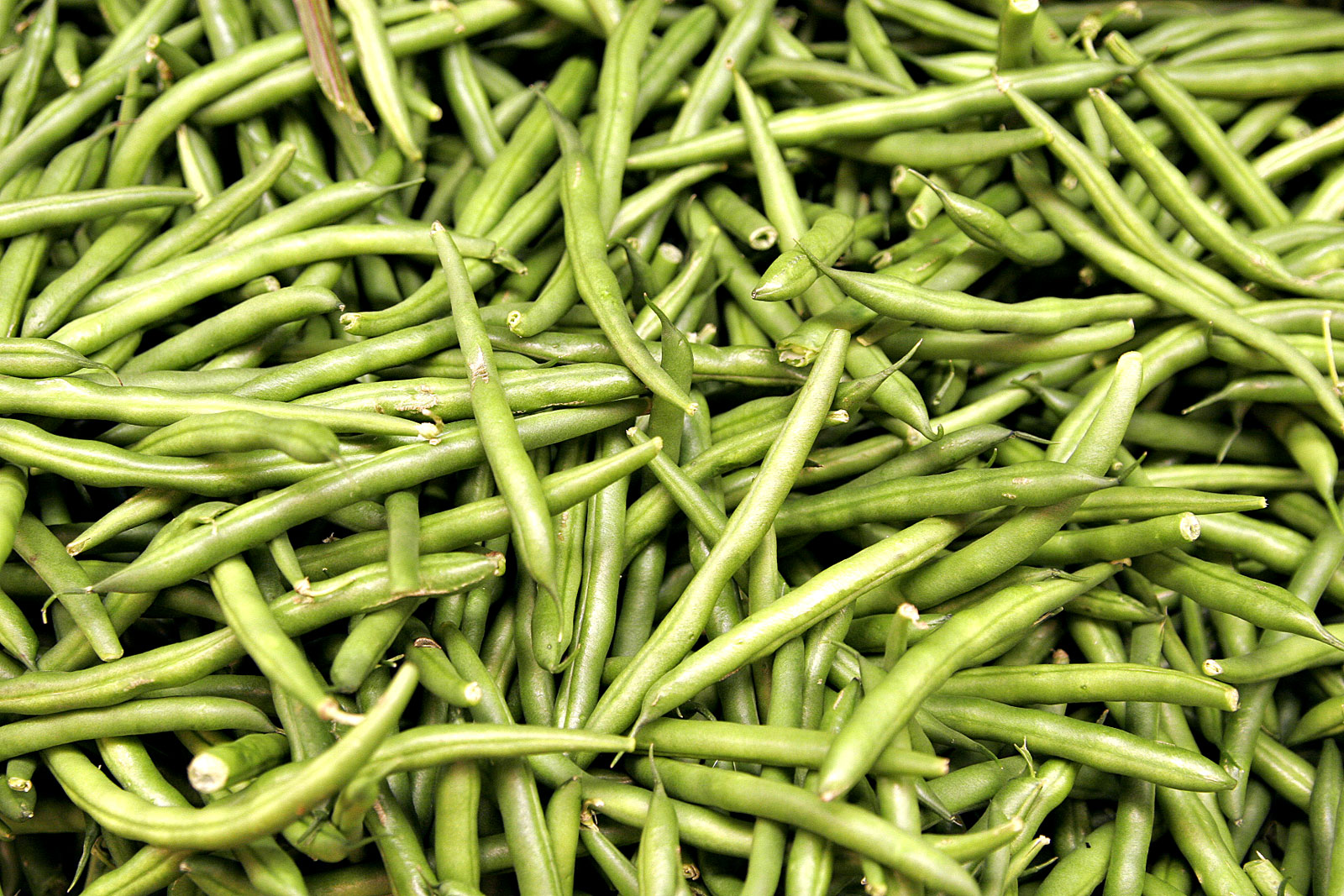
Sperziebonen

| Strepen | Karakter |
| ------- | -------- |
| + 0     | 豆       |
| + 3     | 豇 豈    |
| + 4     | 豉       |
| + 6     | 豊 豋    |
| + 8     | 豌 豍 豎 |
| + 10    | 豏       |
| + 11    | 豐       |
| + 13    | 豑       |
| + 18    | 豒       |
| + 20    | 豓       |
| + 21    | 豔       |

Orakelbotkarakter
Bronskarakter
Groot zegelkarakter
Klein zegelkarakter